# Hénouville
Hénouville är en kommun i departementet Seine-Maritime i regionen Normandie i norra Frankrike. Kommunen ligger i kantonen Duclair som tillhör arrondissementet Rouen. År 2022 hade Hénouville 1 393 invånare.

## Befolkningsutveckling
Antalet invånare i kommunen Hénouville
| Referens: INSEE |